# Stazione di Porto Sant’Elpidio
Stazione di Porto Sant'Elpidio vasútállomás Olaszországban, Marche régióban, Porto Sant’Elpidio településen.

## Vasútvonalak
Az állomást az alábbi vasútvonalak érintik:
- Ancona–Lecce-vasútvonal

## Kapcsolódó állomások
A vasútállomáshoz az alábbi állomások vannak a legközelebb: 
- Stazione di Porto San Giorgio-Fermo
- Stazione di Civitanova Marche-Montegranaro